# Rio Fildu
O Rio Fildu é um rio da Romênia, afluente do Almaş, localizado no distrito de Sălaj.